# 體育精神

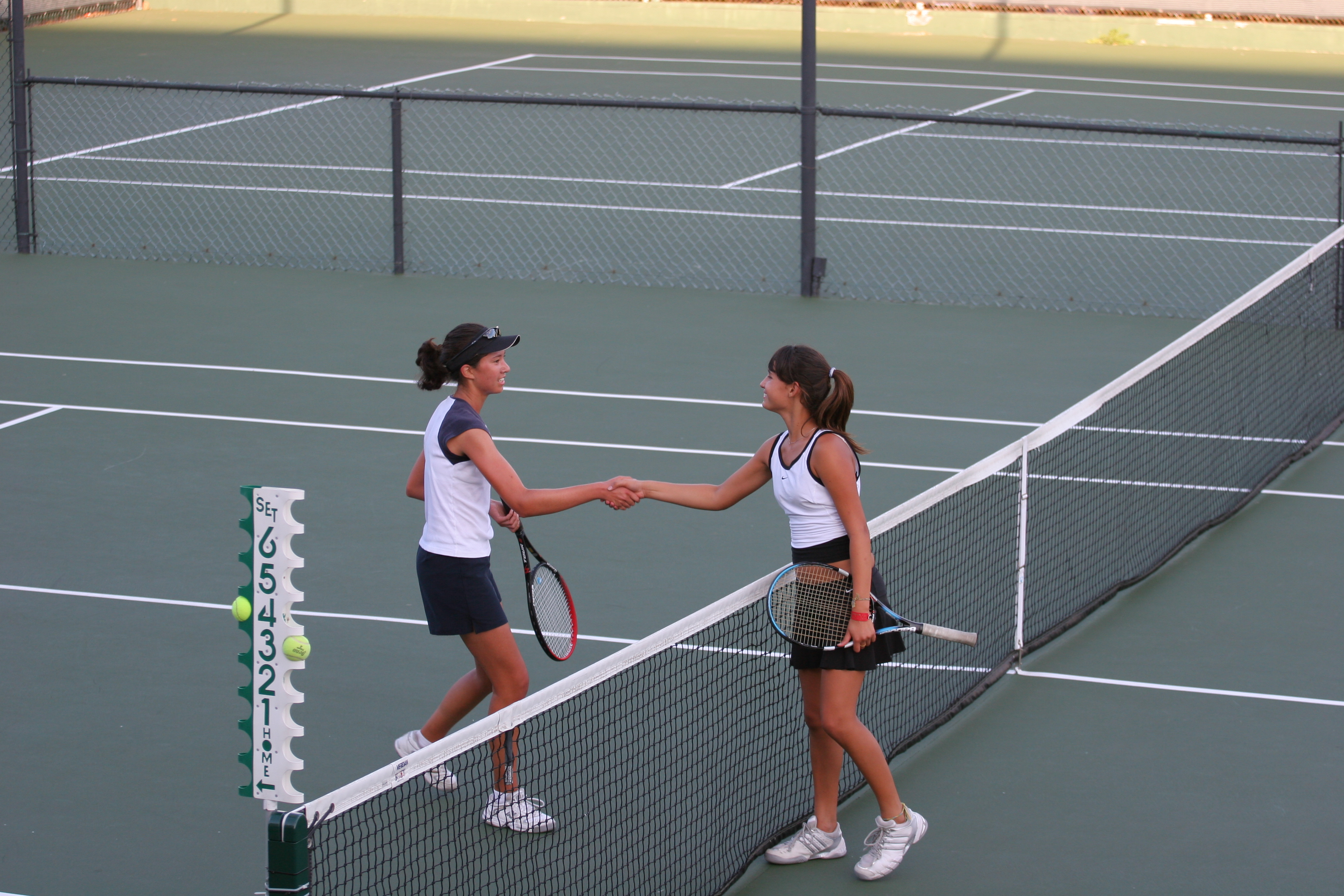
握手象徵良好的體育精神

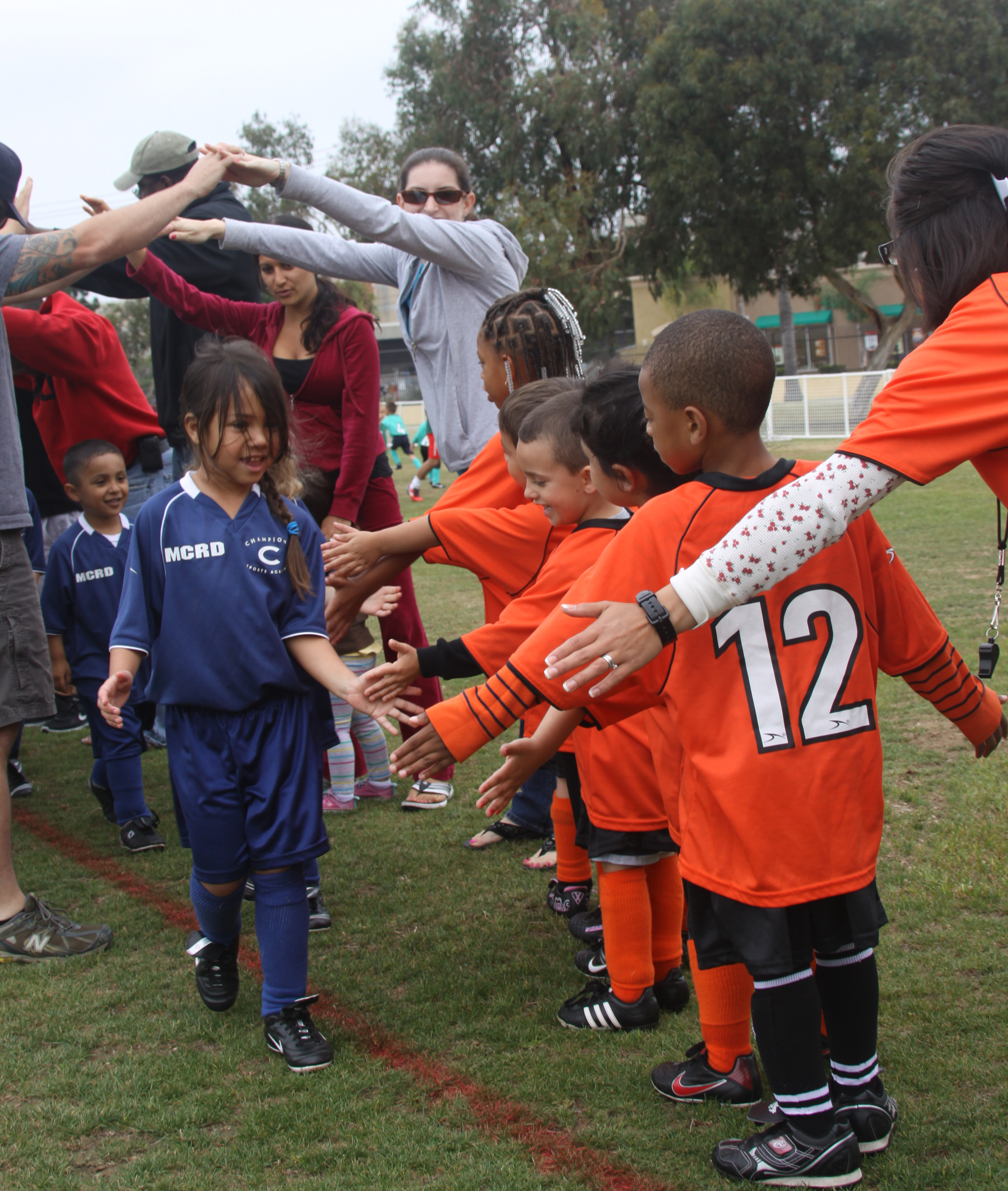
兩支青年足球隊在開賽前握手

體育精神（英語：Sportsmanship），或稱運動家精神、公平競技（Fair-play），是體育的一個重要價值體現，希望賽事能在公平、尊重和合倫理的環境下順利的完成，亦是參賽者尊重對手的表現。在中國則有「運動家的風度」的稱呼，源自於清末民初教育家羅家倫的書籍，強調「寧可有光明的失敗，決不要不榮譽的成功」。

## 另見
- 皮埃爾·德·顧拜旦獎章，現代奧運會對此頒發的獎章